# Tanais (stad)
Tanais (Oudgrieks: Τάναϊς) was in de oudheid een Griekse stad aan de monding van de gelijknamige rivier (nu de Don) aan de kust van de Lacus Maeotis (Maeotische Zee, tegenwoordig Zee van Azov). De resten liggen ongeveer 30 km ten westen van Rostov aan de Don en ongeveer 20 km ten noorden van Azov.
Het was de meest noordoostelijke der Griekse koloniën.

## Griekse kolonisatie
De nederzetting werd gesticht door kolonisten uit Milete. Volgens Strabo was het oorspronkelijk een door de Grieken en steppevolkeren gezamenlijk benut plateau in de rivierdelta. Vanaf hier dreven de kooplieden handel met de noordoostelijke steppen. In korte tijd ontwikkelde zich een havenstad.
De oprichting van het emporium Tanais vond waarschijnlijk plaats tijdens het bewind van Peirisades II van het Bosporuskoninkrijk (284-250 v. Chr.). Toch was de stad geen kolonie van het Bosporusrijk, maar Grieks. Het Bosporuskoninkrijk had bij Jelizavetovka ook een kolonie in de delta van de Don, maar deze werd kort na de oprichting van Tanais volledig verwoest door de Sarmaten. 
Al zo'n 50 jaar na de stichting werd stroomopwaarts van de haven een polis gebouwd, beschermd door een ongeveer 2,5 m dikke muur. Sinds het begin van de 1e eeuw v.Chr. moet Tanais onder het Pontische Koninkrijk gekomen zijn. Waarschijnlijk in het jaar 8 v.Chr. werd Tanais door Polemon I verwoest. In de volgende eeuw resteerde slechts een klein aantal inwoners.

## Het Romeinse Tanais
Het Bosporuskoninkrijk en daarmee Tanais waren sinds het einde van de Mithridatische oorlogen afhankelijk van Rome. 
Sinds het begin van het bewind van Sauromates I (93-123 n.Chr.) van Bosporus werd Tanais opnieuw uitgebouwd tot een belangrijke handelsstad. Ter verdediging werden brede grachten aangelegd. Daarachter werd een tot 12 meter hoge muur van relatief brosse kalksteen en zandsteen gebouwd. In een kelder onder een hoektoren werden amforen gevonden met aardolie, dat waarschijnlijk werd gebruikt om een baken op de toren aan te steken. Dit is het eerste bewijs voor het gebruik van aardolie in het noordelijke Zwarte Zeegebied.
Vanaf het midden van de 2e eeuw groeide de bevolking snel. Sindsdien lijkt de stad echter ook regelmatig door onrust te zijn geplaagd. Brandhaarden werden ontdekt die zelfs de vestingwerken van de stad aantastten. Mogelijk waren deze het gevolg van Sarmatische opstanden, want even later verschijnen vele "barbaarse" namen onder de inscripties met namen van ambtenaren. Ook onder de archeologische vondsten komen vanaf dit moment versterkt invloeden van de steppekunst naar voren.

## Verwoesting door de Goten
Rond het jaar 250 n.Chr. werd Tanais door de Goten verwoest. Terwijl de kleinere nederzettingen in de omgeving al vanaf het begin van de 3e eeuw regelmatig werden geplunderd en vernietigd, was de stad blijkbaar in staat om zich nog enige tijd te verdedigen. Zo werd rond deze tijd een gedenksteen opgericht, die een overwinning suggereert. Ook een depot met 17 zwaarden, die blijkbaar op het slagveld werden verzameld en in de stad gebracht, wijst op een overwinning.
Korte tijd later werd echter ook Tanais het slachtoffer van de aanvallen, en de bewoners van de stad werden geëvacueerd. Het kwam blijkbaar niet tot strijd, maar de stad werd wel volledig geplunderd en afgebrand. Enkele door de plunderaars niet ontdekte kelders leveren tegenwoordig belangrijk archeologische materiaal. Na de plundering bleef de stad meer dan 100 jaar verlaten.

## Hervestiging en definitief einde van de stad
Rond het midden van de 4e eeuw werd de stad opnieuw bevolkt. De nieuwe huisvormen doen meestal denken aan Germaanse langhuizen met gecombineerde woon- en economische delen. Het aardewerk is deels toe te wijzen aan de Tsjernjachivcultuur, meestal geassocieerd met de Goten. Daarnaast blijven Sarmatische en Alaanse vormen zowel als terra sigillata uit de Romeinse wereld voorkomen.
Uit de planmatige opbouw van de nieuwe nederzetting blijkt dat er geen sprake is van een willekeurige herbevolking. Ze suggereert eerder dat het versterkte Gotische stamverband, waarschijnlijk samen met de Alanen en Sarmaten, graag een handelscentrum wilde oprichten om de oude handelswegen te reactiveren.
Rond het jaar 375 vielen de Hunnen het gebied binnen en bereikten de Don. In Tanais steeg sinds het laatste kwart van de 4e eeuw de bebouwingsdichtheid, hetgeen kan worden verklaard door het feit dat de landelijke bevolking in de stad bescherming zocht tegen de Hunnen. Deze fase ging door tot ongeveer 425 n.Chr., daarna nam de bevolking af. Geleidelijk aan verlieten veel bewoners de nederzetting, en de verlaten huizen vervielen. Deze daling in bevolking kan worden verklaard door de bevolkingsstroom, in gang gebracht door de westwaartse beweging van de Hunnen en andere steppevolkeren. 
Uiteindelijk kwam het rond het midden van de 5e eeuw weer tot een korte opleving van Tanais. Tijdens deze fase werden nieuwe kleinere woningen gebouwd in de vervallen ruïnes van de voormalige huizen. Deze woningen hebben opvallend afgeronde hoeken en herinneren in de bouwstijl aan de joerten van de steppevolkeren. De vloer van het voormalige, grotere huis werd voor de nieuwe bewoners een hof voor hun economische activiteiten. Niet veel later werd de nederzetting echter definitief verlaten.